# Saison 2003-2004 du FC Nantes Atlantique
Chronologie
Saison précédente Saison suivante
La saison 2003-2004 du FC Nantes Atlantique est la 41e saison d'affilée du club en Ligue 1. Le club nantais termine à la 6e place avec 60 points (pour 17 victoires, 9 nuls et 12 défaites ; 47 buts pour et 35 buts contre). Il atteint les demi-finales de la coupe de France et la finale de la Coupe de la Ligue, où il est battu à l'épreuve des tirs au but.

## Résumé de la saison
Loïc Amisse, entraîneur de l'équipe réserve et figure historique du club, prend la relève d'Angel Marcos. L'équipe est affaiblie par plusieurs départs, en particulier Viorel Moldovan (peu utilisé par Marcos et en fin de contrat) et Éric Djemba Djemba, révélé au milieu du terrain cette saison-là et rapidement cédé à Manchester United. La première partie de saison 2003-2004 est donc logiquement timide (27 points à mi-parcours, 9e place).
Deux renforts hivernaux permettent au FCNA d'effectuer une deuxième partie de meilleure tenue. Moldovan revient au club après avoir résilié son contrat à Al Wahda Abu Dhabi et l'Ivoirien Gilles Yapi-Yapo vient épauler Stéphane Ziani à l'animation offensive tandis que Mathieu Berson et les jeunes Jérémy Toulalan et Emerse Faé assurent la récupération. Moldovan effectue un retour impressionnant et inscrit onze buts en douze matches de championnat.
Le FCNA progresse, termine 6e du championnat et réussit de bons parcours en coupes avec une finale de Coupe de la Ligue et une demi-finale coupe de France. Les deux sont perdues aux tirs au but où le FCNA excelle d'habitude grâce à Landreau. Au stade de France ce dernier est pourtant le premier à incarner la défaite. Lors des tirs au but, il s'avance lui-même comme septième tireur nantais et tente une panenka mal négociée qui finit entre les gants de Teddy Richert. Une nouvelle fois Nantes manque la qualification européenne.

## Effectif et encadrement

### Tableau des transferts
| Nom                | Nationalité   | Poste     | Modalités      | Provenance/Destination    | Division                 |
| ------------------ | ------------- | --------- | -------------- | ------------------------- | ------------------------ |
| Arrivées           |               |           |                |                           |                          |
| Marc Boucher       | France        | Défenseur |                | FC Nantes Atlantique rés. | CFA - D (D4)             |
| Loïc Guillon       | France        | Défenseur |                | FC Nantes Atlantique rés. | CFA - D (D4)             |
| Wilfried Dalmat    | France        | Milieu    | Retour de prêt | LB Châteauroux            | Ligue 2 (D2)             |
| Émerse Faé         | Côte d'Ivoire | Milieu    |                | FC Nantes Atlantique rés. | CFA - D (D4)             |
| Fodil Hadjadj      | Algérie       | Milieu    |                | FC Nantes Atlantique rés. | CFA - D (D4)             |
| Hassan Ahamada     | France        | Attaquant | Retour de prêt | SC Bastia                 | Ligue 1 (D1)             |
| Pierre-Yves André  | France        | Attaquant | Retour de prêt | Bolton Wanderers FC       | Premier League (D1)      |
| Pierre Aristouy    | France        | Attaquant | Retour de prêt | Grenoble Foot 38          | Ligue 2 (D2)             |
| Départs            |               |           |                |                           |                          |
| Wilfried Dalmat    | France        | Milieu    |                | Grenoble Foot 38          | Ligue 2 (D2)             |
| Éric Djemba-Djemba | Cameroun      | Milieu    |                | Manchester United FC      | Premier League (D1)      |
| Goran Rubil        | Croatie       | Milieu    | Prêt           | Stade lavallois MFC       | Ligue 2 (D2)             |
| Pierre-Yves André  | France        | Attaquant |                | EA Guingamp               | Ligue 1 (D1)             |
| Ariza Makukula     | Portugal      | Attaquant | Prêt           | Real Valladolid CF        | Primera División (D1)    |
| Viorel Moldovan    | Roumanie      | Attaquant |                | Al-Wahda FC               | UAE Football League (D1) |

| Nom              | Nationalité   | Poste     | Modalités | Provenance/Destination | Division                 |
| ---------------- | ------------- | --------- | --------- | ---------------------- | ------------------------ |
| Arrivées         |               |           |           |                        |                          |
| Gilles Yapi-Yapo | Côte d'Ivoire | Milieu    |           | KSK Beveren            | Division 1 (D1)          |
| Viorel Moldovan  | Roumanie      | Attaquant |           | Al-Wahda FC            | UAE Football League (D1) |

## Matchs amicaux
| Date                      | Horaire | TV | Adversaire            | Division            | Lieu          | Score | Buteur du FCNA                        | Affluence |
| ------------------------- | ------- | -- | --------------------- | ------------------- | ------------- | ----- | ------------------------------------- | --------- |
| Dimanche 13 juillet 2003  | 19h     |    | KP Legia Varsovie SSA |                     | Saint-Nazaire | 4 - 2 | Ziani 58e, Pujol 59e, N'Zigou 63e 93e | 2.500     |
| Vendredi 10 octobre 2003  | 19h     |    | Côte-d'Ivoire         | Sélection nationale | Vannes        | 1 - 2 | Moldovan 67e                          | 2.500     |
| Vendredi 14 novembre 2003 | 19h30   |    | AS Saint-Étienne      |                     | Cholet        | 2 - 0 | Ahamada 35e 39e                       | 4.000     |

## Compétitions

### Ligue 1
| Date                       | Journée | TV       | Adversaire               | Lieu | Score | Buteurs du FCNA                                    | Class. | Affluences |
| -------------------------- | ------- | -------- | ------------------------ | ---- | ----- | -------------------------------------------------- | ------ | ---------- |
| Samedi 2 août 2003         | J01     | -        | FC Sochaux-Montbéliard   | Ext. | 1 - 2 | Vahirua 12e                                        | 16     | 16.072     |
| Samedi 9 août 2003         | J02     | -        | RC Lens                  | Dom. | 2 - 0 | Vahirua 46e, Pujol 55e                             | 9      | 32.433     |
| Samedi 16 août 2003        | J03     | -        | AC Ajaccio               | Ext. | 3 - 1 | Da Rocha 23e, Armand 44e, Pujol 51e                | 3      | 6.116      |
| Samedi 23 août 2003        | J04     | -        | Le Mans UC 72            | Dom. | 1 - 0 | N'Zigou 78e                                        | 3      | 33.433     |
| Samedi 30 août 2003        | J05     | TPS Star | FC Girondins de Bordeaux | Dom. | 0 - 0 | -                                                  | 4      | 33.346     |
| Samedi 13 septembre 2003   | J06     | -        | OGC Nice                 | Ext. | 0 - 1 | -                                                  | 6      | 12.373     |
| Dimanche 21 septembre 2003 | J07     | Canal+   | Olympique de Marseille   | Dom. | 1 - 0 | Vahirua 3e                                         | 5      | 35.862     |
| Dimanche 28 septembre 2003 | J08     | Canal+   | RC Strasbourg            | Ext. | 0 - 1 | -                                                  | 5      | 13.078     |
| Samedi 4 octobre 2003      | J09     | Canal+   | Stade rennais FC         | Dom. | 1 - 0 | Hadjadj 22e                                        | 4      | 32.465     |
| Samedi 18 octobre 2003     | J10     | -        | FC Metz                  | Ext. | 3 - 1 | Berson 6e, Glombard 61e, Pujol 73e                 | 4      | 19.607     |
| Samedi 25 octobre 2003     | J11     | Canal+   | Olympique lyonnais       | Dom. | 0 - 1 | -                                                  | 5      | 33.249     |
| Samedi 1er novembre 2003   | J12     | -        | Montpellier HSC          | Ext. | 1 - 4 | Armand 62e                                         | 5      | 10.640     |
| Samedi 8 novembre 2003     | J13     | TPS Star | Paris Saint-Germain FC   | Dom. | 0 - 1 | -                                                  | 10     | 34.510     |
| Samedi 22 novembre 2003    | J14     | -        | SC Bastia                | Ext. | 3 - 1 | Vahirua 41e, Faé 60e, Ziani 86e                    | 7      | 5.488      |
| Samedi 29 novembre 2003    | J15     | TPS Star | AS Monaco FC             | Dom. | 0 - 1 | -                                                  | 8      | 36.465     |
| Mercredi 3 décembre 2003   | J16     | -        | Lille OSC                | Ext. | 0 - 2 | -                                                  | 9      | 12.373     |
| Samedi 6 décembre 2003     | J17     | -        | Toulouse FC              | Dom. | 1 - 1 | Gillet 20e (pen.)                                  | 10     | 28.420     |
| Samedi 13 décembre 2003    | J18     | -        | EA Guingamp              | Ext. | 1 - 1 | Vahirua 27e                                        | 9      | 15.139     |
| Samedi 20 décembre 2003    | J19     | TPS Star | AJ Auxerre               | Dom. | 1 - 0 | Da Rocha 2e                                        | 9      | 29.446     |
| Samedi 10 janvier 2004     | J20     | -        | RC Lens                  | Ext. | 0 - 0 | -                                                  | 10     | 32.251     |
| Samedi 17 janvier 2004     | J21     | -        | AC Ajaccio               | Dom. | 4 - 0 | Vahirua 10e, Berson 12e, Moldovan 55e, N'Zigou 83e | 8      | 26.817     |
| Samedi 31 janvier 2004     | J22     | -        | Le Mans UC 72            | Ext. | 1 - 0 | Moldovan 12e                                       | 7      | 14.121     |
| Vendredi 6 février 2004    | J23     | Canal+   | FC Girondins de Bordeaux | Ext. | 0 - 2 | -                                                  | 9      | 22.847     |
| Samedi 14 février 2004     | J24     | -        | OGC Nice                 | Dom. | 3 - 1 | Pujol 5e, Moldovan 28e 83e (pen.)                  | 7      | 27.862     |
| Dimanche 22 février 2004   | J25     | Canal+   | Olympique de Marseille   | Ext. | 1 - 1 | Moldovan 40e                                       | 7      | 49.637     |
| Samedi 28 février 2004     | J26     | Canal+   | RC Strasbourg            | Dom. | 1 - 1 | Da Rocha 24e                                       | 7      | 28.877     |
| Samedi 6 mars 2004         | J27     | -        | Stade rennais FC         | Ext. | 3 - 0 | Moldovan 50e 73e, Quint 52e                        | 7      | 18.566     |
| Samedi 13 mars 2004        | J28     | -        | FC Metz                  | Dom. | 2 - 2 | Moldovan 13e, Armand 38e                           | 7      | 27.389     |
| Samedi 20 mars 2004        | J29     | Canal+   | Olympique lyonnais       | Ext. | 0 - 1 | -                                                  | 8      | 35.643     |
| Samedi 27 mars 2004        | J30     | -        | Montpellier HSC          | Dom. | 3 - 2 | Moldovan 28e 49e 88e                               | 7      | 28.510     |
| Samedi 3 avril 2004        | J31     | TPS Star | Paris Saint-Germain FC   | Ext. | 2 - 3 | Pujol 16e, Ziani 89e                               | 7      | 41.769     |
| Samedi 10 avril 2004       | J32     | -        | SC Bastia                | Dom. | 1 - 1 | Gillet 90e                                         | 7      | 30.095     |
| Samedi 24 avril 2004       | J33     | Canal+   | AS Monaco FC             | Ext. | 1 - 0 | Vahirua 77e                                        | 7      | 11.503     |
| Samedi 1er mai 2004        | J34     | -        | Lille OSC                | Dom. | 2 - 0 | Da Rocha 23e 43e                                   | 6      | 27.814     |
| Samedi 8 mai 2004          | J35     | -        | Toulouse FC              | Ext. | 1 - 0 | Pujol 74e                                          | 6      | 21.195     |
| Mercredi 12 mai 2004       | J36     | -        | EA Guingamp              | Dom. | 0 - 0 | -                                                  | 6      | 29.284     |
| Samedi 15 mai 2004         | J37     | -        | AJ Auxerre               | Ext. | 0 - 2 | -                                                  | 6      | 19.587     |
| Dimanche 23 mai 2004       | J38     | -        | FC Sochaux-Montbéliard   | Dom. | 3 - 1 | Da Rocha 6e, Yapi-Yapo 34e, Savinaud 70e           | 6      | 28.506     |

### Coupe de France
| Date                     | Tour            | Adversaire                | Niveau                | Lieu | Score                 | Buteurs du FCNA                                   | Affluence          |
| ------------------------ | --------------- | ------------------------- | --------------------- | ---- | --------------------- | ------------------------------------------------- | ------------------ |
| Dimanche 4 janvier 2004  | 1/32e de finale | Beaujolais Mont d'Or Foot | DH - Rhône-Alpes (D6) | Ext. | 2 - 1                 | Vahirua 37e, N'Zigou 80e                          | 4.000              |
| Dimanche 25 janvier 2004 | 1/16e de finale | Fontenay-le-Comte VF      | (D4)                  | Ext. | 3 - 0                 | Moldovan 61e 79e, Yepes 62e                       | 7.880              |
| Mercredi 11 février 2004 | 1/8e de finale  | Stade brestois 29         | National (D3)         | Dom. | 4 - 0                 | Moldovan 10e 58e (pen.), Paillères 37e, Pujol 74e | 21.924             |
| Mercredi 17 mars 2004    | 1/4 de finale   | Stade rennais FC          | L1 (D1)               | Dom. | 3 - 2                 | Vahirua 65e, Yapi Yapo 71e, N'Zigou 88e           | 26.569             |
| Mercredi 28 avril 2004   | 1/2 finale      | Paris SG                  | L1 (D1)               | Dom. | 1 - 1, 3-4 aux t.a.b. | Yepes 90e                                         | 36.000 (ou 36.265) |

### Coupe de la Ligue
| Date                      | Tour            | Adversaire             | Niveau  | Lieu   | Score                 | Buteurs du FCNA                              | Affluence |
| ------------------------- | --------------- | ---------------------- | ------- | ------ | --------------------- | -------------------------------------------- | --------- |
| Mardi 28 octobre 2003     | 1/16e de finale | AS Nancy-Lorraine      |         | Dom.   | 3 - 1 a.p.            | Savinaud 89e (pen.), Pujol 93e, Ahamada 111e | 25.553    |
| Mercredi 17 décembre 2003 | 1/8e de finale  | Clermont-Ferrand FA 63 |         | Dom.   | 1 - 0 a.p.            | Yepes 119e                                   | 16.029    |
| Mercredi 14 janvier 2004  | 1/4 de finale   | Le Mans UC 72          | L1 (D1) | Ext.   | 1 - 1, 5-4 aux t.a.b. | Moldovan 63e                                 | 13.072    |
| Mardi 3 février 2004      | 1/2 finale      | AJ Auxerre             | L1 (D1) | Dom.   | 0 - 0, 5-4 aux t.a.b. | -                                            | 26.971    |
| Samedi 17 avril 2004      | Finale          | FC Sochaux-Montbéliard | L1 (D1) | Neutre | 1 - 1, 4-5 aux t.a.b. | Pujol 13e                                    | 78.409    |

### Coupe Intertoto
| Date            | Tour                | Adversaire | Niveau | Lieu | Score | Buteurs du FCNA                   | Affluence |
| --------------- | ------------------- | ---------- | ------ | ---- | ----- | --------------------------------- | --------- |
| 19 juillet 2003 | 3e tour - aller     | FC Wil     |        | Dom. | 2 - 1 | N'Zigou 51e, Pujol 88e            | 3.414     |
| 26 juillet 2003 | 3e tour - retour    | FC Wil     |        | Ext. | 3 - 2 | Yepes 12e, Vahirua 43e, Pujol 64e | 2.100     |
| 30 juillet 2003 | 1/2 finale - aller  | AC Pérouse |        | Dom. | 0 - 1 | -                                 | 4.872     |
| 6 août 2003     | 1/2 finale - retour | AC Pérouse |        | Ext. | 0 - 0 | -                                 | 16.000    |